# L’étoile du nord
L’étoile du nord (deutsch: Der Nordstern) ist eine Opéra-comique in drei Akten des Komponisten Giacomo Meyerbeer. Dieses Werk entstand zwischen 1849 und 1854 und erlebte seine Uraufführung am 16. Februar 1854 an der Opéra-Comique in Paris. In einer veränderten zweiten Fassung hatte diese Oper am 19. Juli desselben Jahres am Royal Opera House in London Premiere.
Für dieses Werk verwendete Meyerbeer sechs Nummern aus seinem Singspiel Ein Feldlager in Schlesien. Ludwig Rellstab übersetzte das Libretto von Eugène Scribe noch im selben Jahr, und Ende 1854 konnte diese Oper in Stuttgart auf die Bühne gebracht werden.

## Handlung

### Erster Akt
Dorf bei Wiborg
Verkleidet als Zimmermann unter dem Namen Péters Michaeloff lernt Zar Peter Catherine kennen, die Schwester des Tischlers George Skawronski. Doch bevor er sich ihr erklären kann, verschwindet sie. Wenig später erfährt Zar Peter, dass Catherine, verkleidet als Soldat, den Militärdienst für ihren Bruder George ableistet.

### Zweiter Akt
Russisches Lager
Die Militärkapelle übt; man hört Märsche und Lieder. Soldaten exerzieren, und es herrscht ein buntes Lagerleben. Plötzlich stürzt ein Rekrut (Catherine) ins Lager und berichtet von einer Verschwörung gegen den Zaren. Rechtzeitig gewarnt, kann dieser die Revolte niederschlagen und die Rädelsführer verhaften lassen.

### Dritter Akt
Zarenpalast in St. Petersburg
Zar Peter glaubt, dass Catherine tot ist. Doch augenscheinlich ist sie wahnsinnig geworden. Man bringt sie nach St. Petersburg, und Zar Peter führt sie in seinen Garten. Dort hat er das Dorf bei Wiborg – wo er sich mit Catherine erstmals traf – nachbauen lassen. Als Catherine dessen gewahr wird, kommt sie wieder zu Verstand. Nun erscheint der Zar in seiner Zimmermannstracht, und sie erkennt in ihm sofort ihren Geliebten und stürzt sich in seine Arme. Beruhigt kann er sich nun als Zar zu erkennen geben und ihr einen Antrag machen.

## Instrumentation
Die Orchesterbesetzung der Oper enthält die folgenden Instrumente:
- Holzbläser: zwei Piccoloflöten, zwei Flöten, zwei Oboen, Englischhorn, zwei Klarinetten, zwei Fagotte
- Blechbläser: vier Hörner (auch Hörner à pistons), zwei Trompeten (auch Trompeten à pistons und Cornets à pistons), drei Posaunen
- Pauken, Schlagzeug: Große Trommel, Becken, Trommel, Militärtrommel, Tamburin, Triangel
- Zwei Harfen
- Streicher
- Bühnenmusik auf der Szene: vier Piccoloflöten, vier kleine Klarinetten in F, fünf Cornets à pistons, zwei Trompeten à pistons, drei Baryton-Saxhörner, vier Trommeln
- Bühnenmusik hinter der Szene: zwei Flöten, zwei kleine Saxhörner in Es oder kleine Bugles oder Trompeten à pistons, vier Cornets à pistons, drei Trompeten à pistons, Baryton-Saxhorn oder Tenorposaune, Bass-Saxhorn oder Bassposaune oder Ophikleide, Kontrabass-Saxhorn oder Bombardon oder Ophikleide, Militärtrommel, zwei Glocken in d, Kanone